# Адміністративний устрій Краснокутського району
Адміністративний устрій Краснокутського району — адміністративно-територіальний поділ Краснокутського району Харківської області на 2 селищні та 11 сільських рад, які об'єднують 66 населених пунктів та підпорядковані Краснокутській районній раді. Адміністративний центр — смт Краснокутськ.

## Список радКраснокутського району
| №  | Назва                        | Центр             | Населені пункти                                                                                                  | Площа км² | Місце за площею | Населення (2001), чол. | Місце за населенням |
| -- | ---------------------------- | ----------------- | --- | --------- | --------------- | ---------------------- | ------------------- |
| 1  | Костянтинівська селищна рада | смт Костянтинівка | смт Костянтинівка c-ще Кам'яно-Хутірське c-ще Ковалівське c-ще Степове                                           |           |                 |                        |                     |
| 2  | Краснокутська селищна рада   | смт Краснокутськ  | смт Краснокутськ c. Основинці c. Ситники c. Степанівка c. Чернещина                                              |           |                 |                        |                     |
| 3  | В'язівська сільська рада     | c. В'язова        | c. В'язова c. Михайлівка c. Одрада c. Олійники c. Рандава                                                        |           |                 |                        |                     |
| 4  | Каплунівська сільська рада   | c. Каплунівка     | c. Каплунівка c. Мойка                                                                                           |           |                 |                        |                     |
| 5  | Качалівська сільська рада    | c. Качалівка      | c. Качалівка c. Бузове c. Карайкозівка c. Кусторівка c-ще Михайлівське c. Павлюківка c. Петрівське c. Шевченкове |           |                 |                        |                     |
| 6  | Китченківська сільська рада  | c. Китченківка    | c. Китченківка c. Благодатне c. Ковальчуківка c. Коломацький Шлях c-ще Бузова c. Настеньківка c. Сергіївка       |           |                 |                        |                     |
| 7  | Козіївська сільська рада     | c. Козіївка       | c. Козіївка c. Городнє c-ще Лучки c. Прокопенкове c. Ходунаївка                                                  |           |                 |                        |                     |
| 8  | Колонтаївська сільська рада  | c. Колонтаїв      | c. Колонтаїв c. Капранське c. Котелевка                                                                          |           |                 |                        |                     |
| 9  | Любівська сільська рада      | c. Любівка        | c. Любівка |           |                 |                        |                     |
| 10 | Мурафська сільська рада      | c. Мурафа         | c. Мурафа c-ще Володимирівка c-ще Лісне c. Мирне c-ще Оленівське c-ще Пильнянка c-ще Сорокове                    |           |                 |                        |                     |
| 11 | Олексіївська сільська рада   | c. Олексіївка     | c. Олексіївка c. Бідило c-ще Водяне c-ще Дублянка c-ще Прогрес c. Сонцедарівка c. Червоний Прапор                |           |                 |                        |                     |
| 12 | Пархомівська сільська рада   | c. Пархомівка     | c. Пархомівка c. Гаркавець c-ще Павлівка c-ще Степове                                                            |           |                 |                        |                     |
| 13 | Рябоконівська сільська рада  | c. Рябоконеве     | c. Рябоконеве c. Березівка c. Гринів Яр c. Зубівка c. Ковалівка c. Комарівка c. Хутірське c. Слобідка            |           |                 |                        |                     |

* Примітки: м. — місто, с-ще — селище, смт — селище міського типу, с. — село